# Ajgjun Kazimova
Ajgjun Alesger kizi Kazimova (azerski: Aygün Ələsgər qızı Kazımova, engleski: Aygun Kazimova, ruski: Айгюн Кязимова), (Baku, 26. siječnja 1971.) azerbajdžanska je pjevačica pop i R'n'B glazbe i skladatelj.

## Diskografija
- Ömrüm – Günüm  (1997.)
- Göz yaşımı yar silə (1998.)
- Ah...! (1999.)
- Aygün (2000.)
- Sevdim (2001.)
- Sevgi gülləri (2003.)
- Son söz (2004.)
- Sevərsənmi? (2005.)
- Sevdi ürək (2005.)
- Yenə tək (2008.)
- Coffee from Colombia (2014.)
- Aygün Kazımova, Vol. 1 (2008.)
- Aygün Kazımova, Vol. 2 (2008.)
- Aygün Kazımova, Vol. 3 (2008.)
- Aygün Kazımova, Vol. 4 (2008.)
- Sevdi Ürək (2012.)
- Ya Devushka Vostochnaya (2013.)
- Səni Belə Sevmədilər (2015.)
- Azərbaycan Qızıyam (2015.)
- Aygün Kazımovanın ifaları  (2016.)
- Duy (2018.)
- By SS Production (2020.)
- Remakes (2020.)
- Crystal Hall (2020.)

## Vanjske poveznice
- Aygün Kazimova u internetskoj bazi filmova IMDb-u (engl.)